# 湖南省地质博物馆
湖南省地质博物馆坐落在中华人民共和国湖南省长沙市天心区衫木冲路49号，是是湖南省最大的自然类博物馆。湖南省地质博物馆毗邻湖南省青少年活动中心、湖南省群众艺术馆、湖南省科学技术馆。

## 沿革
1932年，地质学家田奇镌等使用湖南省长沙市上黎家坡33号院内湖南地质调查所的几间旧房建立“标本陈列储藏室”，这是湖南省地质博物馆的前身。
1957年，中国地质部湖南办事处成立并且在湖南省长沙市胜利路湖南省地质研究所院内建立地质陈列馆。1958年，“湖南省地质研究所地质陈列馆”竣工。1975年，湖南省地矿局将地质陈列馆扩建，同时改名“湖南省地质博物馆”。1980年10月1日，湖南省地质博物馆正式对外开放，共有8个展厅，主题是宇宙演化、生物进化、恐龙世界、人类起源、生态环境、资源保护、矿产形成和矿物岩石分类及宝玉石。1985年，时任国家副主席的王震视察湖南省地质博物馆，并且挥毫题写馆名“湖南省地质博物馆”。
2002年，湖南省人民政府批复迁址重建湖南省地质博物馆。2008年年底，湖南省地质博物馆新馆主体工程竣工。2009年年底，湖南省地质博物馆新馆展厅摆设开始布局。2012年4月22日，湖南省地质博物馆新馆正式对外开放。2014年，湖南省地质博物馆自然资源事务中心大楼竣工。2017年12月11日，湖南省地质博物馆开始闭馆改造。2019年4月19日，湖南省地质博物馆重新开馆，第二天正式恢复对外开放。
2020年12月21日，中国博物馆协会公布湖南省地质博物馆晋升国家二级博物馆。

## 建筑
湖南省地质博物馆占地面积4.8万平方米，建筑面积3.2万平方米。主体大楼建筑面积2万平方米，展区面积7800平方米。
- 地球奥秘厅
- 地质矿产厅
- 地质环境厅
- 生命演化厅
- 矿物宝石厅
- 测绘地理信息厅

## 交通
- 长沙地铁1号线省政府站2号出口